# Jurgen Ekkelenkamp
Jurgen Ekkelenkamp (nascut el 5 d'abril de 2000) és un futbolista professional neerlandès que juga de centrecampista per l'Udinese Calcio.

## Carrera
Ekkelenkamp va fer el seu debut com a professional en l'Eerste Divisie amb el Jong Ajax el 9 d'abril de 2018 en un partit contra l'FC Den Bosch. El seu debut en l'Eredivisie amb l'AFC Ajax va ser el 19 d'abril de 2018 en un encontre contra el VVV-Venlo.